# 虎伏山義幸
虎伏山 義幸（とらふすやま よしゆき、1971年6月6日 - ）は、和歌山県和歌山市出身で三保ヶ関部屋に所属した元力士。現在は春日野部屋に所属し、日本相撲協会の若者頭を務める。本名は田丸 智幸。188cm、133.5kg。最高位は東幕下2枚目(2001年5月場所)。

## 経歴
四股名は和歌山城の建造された虎伏山に因んだ。1987年3月初土俵、世話人に転じるため2004年1月場所前に引退。2020年4月から若者頭へ転向した。
転向後は他の若者頭と同様大相撲中継で解説を務めているが、最高位が幕下以下の力士としては異例となる。

## 主な成績
- 通算成績：360勝340敗(101場所)

| | 一月場所 初場所（東京） | 三月場所 春場所（大阪） | 五月場所 夏場所（東京） | 七月場所 名古屋場所（愛知） | 九月場所 秋場所（東京） | 十一月場所 九州場所（福岡） |
| --- | ----------------------- | ----------------------- | ----------------------- | --------------------------- | ----------------------- | --------------------------- |
| 1987年 （昭和62年） | x                       | （前相撲）              | 東序ノ口63枚目 6–1      | 西序二段142枚目 2–5         | 西序ノ口16枚目 4–3      | 東序二段134枚目 4–3         |
| 1988年 （昭和63年） | 東序二段106枚目 0–7     | 東序ノ口11枚目 5–2      | 西序二段114枚目 4–3     | 西序二段138枚目 4–3         | 東序二段104枚目 2–5     | 東序二段132枚目 4–3         |
| 1989年 （平成元年） | 東序二段102枚目 5–2     | 西序二段54枚目 3–4      | 西序二段73枚目 6–1      | 西序二段7枚目 1–6           | 東序二段48枚目 4–3      | 西序二段21枚目 2–5          |
| 1990年 （平成2年） | 東序二段57枚目 5–2      | 西序二段11枚目 3–4      | 西序二段34枚目 4–3      | 東序二段10枚目 2–5          | 西序二段43枚目 5–2      | 西序二段筆頭 4–3            |
| 1991年 （平成3年） | 東三段目76枚目 3–4      | 西三段目93枚目 3–4      | 西序二段14枚目 6–1      | 東三段目57枚目 2–5          | 東三段目87枚目 5–2      | 東三段目49枚目 3–4          |
| 1992年 （平成4年） | 西三段目64枚目 4–3      | 西三段目48枚目 2–5      | 西三段目77枚目 4–3      | 西三段目56枚目 3–4          | 東三段目72枚目 3–4      | 東三段目92枚目 4–3          |
| 1993年 （平成5年） | 東三段目69枚目 3–4      | 東三段目87枚目 6–1      | 東三段目34枚目 3–4      | 西三段目42枚目 3–4          | 東三段目58枚目 2–5      | 東三段目84枚目 3–4          |
| 1994年 （平成6年） | 東三段目68枚目 5–2      | 東三段目38枚目 1–6      | 東三段目81枚目 5–2      | 西三段目43枚目 4–3          | 西三段目29枚目 3–4      | 西三段目42枚目 4–3          |
| 1995年 （平成7年） | 東三段目29枚目 4–3      | 東三段目15枚目 5–2      | 西幕下48枚目 3–4        | 西三段目筆頭 3–4            | 東三段目19枚目 4–3      | 西三段目6枚目 5–2           |
| 1996年 （平成8年） | 西幕下44枚目 5–2        | 東幕下28枚目 3–4        | 東幕下39枚目 3–4        | 東幕下55枚目 5–2            | 西幕下34枚目 4–3        | 東幕下25枚目 3–4            |
| 1997年 （平成9年） | 西幕下32枚目 4–3        | 東幕下23枚目 4–3        | 西幕下16枚目 1–6        | 東幕下39枚目 4–3            | 東幕下29枚目 2–5        | 東幕下49枚目 4–3            |
| 1998年 （平成10年） | 西幕下38枚目 4–3        | 東幕下28枚目 5–2        | 西幕下20枚目 5–2        | 東幕下11枚目 3–4            | 東幕下17枚目 3–4        | 西幕下23枚目 3–4            |
| 1999年 （平成11年） | 西幕下33枚目 5–2        | 西幕下20枚目 4–3        | 西幕下15枚目 4–3        | 東幕下9枚目 4–3             | 西幕下5枚目 4–3         | 西幕下8枚目 3–4             |
| 2000年 （平成12年） | 西幕下13枚目 3–4        | 東幕下21枚目 4–3        | 西幕下16枚目 5–2        | 西幕下6枚目 1–6             | 西幕下25枚目 4–3        | 西幕下17枚目 4–3            |
| 2001年 （平成13年） | 西幕下11枚目 5–2        | 西幕下5枚目 4–3         | 東幕下2枚目 3–4         | 東幕下5枚目 2–5             | 西幕下17枚目 3–4        | 西幕下25枚目 3–4            |
| 2002年 （平成14年） | 東幕下36枚目 3–4        | 東幕下47枚目 6–1        | 東幕下21枚目 6–1        | 東幕下6枚目 1–6             | 東幕下24枚目 2–5        | 西幕下42枚目 6–1            |
| 2003年 （平成15年） | 東幕下17枚目 4–3        | 西幕下11枚目 3–4        | 東幕下17枚目 4–3        | 西幕下11枚目 3–4            | 西幕下19枚目 2–5        | 東幕下35枚目 4–3            |
| 2004年 （平成16年） | 西幕下23枚目 引退 –     | x                       | x                       | x                           | x                       | x                           |
| 各欄の数字は、「勝ち-負け-休場」を示す。 優勝 引退 休場 十両 幕下 三賞：敢=敢闘賞、殊=殊勲賞、技=技能賞 その他：★=金星 番付階級：幕内 - 十両 - 幕下 - 三段目 - 序二段 - 序ノ口 幕内序列：横綱 - 大関 - 関脇 - 小結 - 前頭（「#数字」は各位内の序列） |                         |                         |                         |                             |                         |                             |

## 改名歴
- 田丸 智幸（たまる ともゆき） 1987年3月場所 - 1993年1月場所
- 虎伏山 義幸（とらふすやま よしゆき） 1993年3月場所 - 2004年1月場所

## その他
2001年3月場所、10日目と千秋楽、十両の土俵に上がり、泉州山と春日錦と対戦した。泉州山には敗れ、春日錦には勝っている。